# Garelli TSR 125
Die Garelli TSR 125 war ein Motorrad des italienischen Herstellers Garelli, das in den 1980er und frühen 1990er Jahren produziert wurde. Es war ein Motorrad mit sportlicher Enduro-Optik, das sowohl für die Straße als auch für leichtes Gelände vorgesehen war. Die TSR 125 entstand in einer Phase, in der Garelli versuchte, das Herstellungsprogramm über die 50-cm³-Klasse hinaus zu erweitern und in das Segment der 125er-Maschinen vorzudringen.

## Beschreibung
Die TSR 125 hatte einen wassergekühlten Zweitaktmotor, der in verschiedenen Versionen mit unterschiedlichen Leistungsstufen zwischen 12 und 23 PS angeboten wurde. Die Modelle hatten ein 6-Gang-Schaltgetriebe, eine Ketten-Endübersetzung sowie eine leistungsfähige Fahrwerksausstattung mit einer Teleskopgabel vorn und einer Schwinge mit Zentralfederbein hinten.
Das Design orientierte sich an den populären Enduro- und Motocross-Motorrädern jener Zeit. Die TSR 125 war für Jugendliche und Einsteiger vorgesehen, die ein sportliches und leichtes Motorrad mit guter Leistung in der 125er-Klasse suchten.

## Technische Daten
| Merkmal                 | Wert                                             |
| ----------------------- | ------------------------------------------------ |
| Hersteller              | Garelli                                          |
| Modellname              | TSR 125                                          |
| Bauzeit                 | ca. 1985–1992                                    |
| Motor                   | Einzylinder-Zweitaktmotor, wassergekühlt         |
| Hubraum                 | 124 cm³                                          |
| Leistung                | ca. 12–23 PS (je nach Modellvariante)            |
| Getriebe                | 6-Gang-Schaltgetriebe                            |
| Antrieb                 | Kette                                            |
| Höchstgeschwindigkeit   | ca. 120 km/h                                     |
| Bremsen                 | Scheibenbremse vorn, Trommel oder Scheibe hinten |
| Radstand                | ca. 1350 mm                                      |
| Abmessungen (L × B × H) | ca. 2070 × 850 × 1180 mm                         |
| Sitzhöhe                | ca. 860 mm                                       |
| Leergewicht             | ca. 120 kg                                       |

## Varianten
Einige Quellen berichten von verschiedenen Versionen der TSR 125, unter anderem:
- TSR 125 R (straßenorientierte Version)
- TSR 125 Cross (geländetauglichere Ausstattung)
- TSR 125 Top (eventuell höher motorisierte Variante)